# Gustavo Gili
Gustavo Gili Roig (en catalán: Gustau Gili i Roig; Irún, 1868 — Barcelona, 1945) fue un editor, mecenas y coleccionista de arte español, vinculado al mundo de la política, hermano de Baldomero Gili.
Fundó en 1902 la Editorial Gustavo Gili y es conocido por haber promovido la industria editorial catalana. Formó parte de la Liga Regionalista y ocasionalmente en 1916 fue concejal del Ayuntamiento de Barcelona y diputado provincial en 1931. Fundó la Cámara Oficial del Libro de Barcelona y el Institut Català de les Arts del Llibre ("Instituto Catalán de las Artes del Libro").

## Biografía
Fue el fundador de la empresa y dejó una producción impresa extraordinaria. Aunque en los inicios se dedicó a la obra religiosa, continuando el camino editorial que había iniciado su padre Joan Gili Montblanch en 1891, pronto se decantó por la especialización en el libro científico y técnico. 
Desde el comienzo, Gustavo Gili apostó por la internacionalización del sector, para el mercado de América del Sur y por la introducción de autores y de obras extranjeras. En este aspecto, destaca la relación profesional y de amistad que tuvo con el editor Jacques Schiffrin (1892-1950), fundador de la francesa Éditions de la Pléiade (1923), que se integraron en Éditions Gallimard en 1933.
Gustavo Gili promovió la creación de la Cámara Oficial del Libro y fue un miembro muy destacado en el Instituto Catalán de las Artes del Libro y en el Centro de la Propiedad Intelectual, este último se fusionó con la Cámara Oficial del Libro del 1918. Gustau Gili Roig formó parte de una generación de editores de primera fila, como por ejemplo, Francisco Simón, José Espada, Pablo Salvat, Ramón Sopena o Josep Janés i Olivé. Gili contribuyó de manera excepcional en el progreso de la industria editorial en Barcelona. De las colecciones publicadas, destaca la Biblioteca de artes Industriales que introducía obras, en gran parte traducidas del alemán, sobre conocimientos técnicos como el dibujo y fotografía, las matemáticas, la arquitectura, la mecánica o la tecnología.
La arquitectura fue un tema que le interesó notablemente y contó con el consejo de Eduard Fontseré y con la colaboración de Estanislau Ruiz y Ponseti para elaborar las publicaciones de arquitectura. En este ámbito fomentó la divulgación del pensamiento de grandes maestros como Horst P. Dolinger, Gerard Blachère, Heinrich Schmitt y Ernst Neufert. Esta especialidad tuvo éxito y se fortaleció a lo largo de los años. En el ámbito literario, publicó obras de autores como Rudyard Kipling (1904) o Robert Hugh Benson, la primera edición de las obras completas de Joan Maragall (1913), Narcís Oller (1928), Jaime Balmes (1925-1927) o las de Julio Casares Diccionario ideológico de la lengua española (1942) y Ángel Valbuena Prat Historia de la literatura española (1937).
Dejó grandes ediciones como la Historia de los papas (28 vols.) o la Monumenta Cataloniae (1929), y también algunas colecciones de bibliofilia como Pantheon, asesorada por Josep Gudiol y Cunill y Ediciones de la Cometa (1.930 a 1947), con el apoyo intelectual de Gaziel.
El espíritu inicial dibujado por su fundador fue seguido por las generaciones posteriores que agrandaron la empresa y la adaptaron a sus tiempos.
Fue enterrado en el Cementerio de Montjuïc.

## Obras
- Bosquejo de una política del libro, 1944.